# De la cabeza con Bersuit Vergarabat
De La Cabeza Con Bersuit Vergarabat es un álbum en directo de la banda argentina de rock, llamada Bersuit Vergarabat, grabado en vivo en conmemoración a los 10 años desde el primer CD (Y Punto, editado en el año 1992). En este CD quedaron plasmadas canciones viejas y dos temas inéditos: «Un pacto para vivir» y «Perro amor explota».
Este álbum consolidó a la banda entre las mejores de Argentina y la llevó a la cima de la popularidad con temas como «Mi caramelo» o «Sr. Cobranza», una versión de Las Manos de Filippi; cantado por la gente casi en su totalidad. La versión en DVD incluye dos temas más: «El gordo motoneta» y «La petisita culona», que son tocados en la presentación de Hijos del Culo en Obras Sanitarias mientras que «Diez mil», «Un pacto para vivir» y «Perro amor explota» (las dos últimas canciones inéditas hasta el momento y la primera incluyendo un videoclip que mezcla las imágenes del concierto de Obras del año 1992 con el concierto ya dicho) son tocadas en el Show Center de Haedo. Luego de editarse este CD, Bersuit Vergarabat tardó dos años en sacar a la venta una nueva placa: un disco doble llamado La Argentinidad Al Palo (Se Es Lo Que Se Es).

## Canciones
1. De la cabeza - 00:30
2. El tiempo no para - 05:21
3. Danza de los muertos pobres (Afro) - 04:33
4. El viejo de arriba - 03:58
5. Espíritu de esta selva - 03:55
6. Vuelos - 05:44
7. Mi caramelo - 03:29
8. Un pacto - 04:55
9. Perro amor explota - 04:28
10. Tuyú - 05:21
11. Yo tomo - 03:46
12. Sr. Cobranza - 04:16
13. La bolsa - 04:24
14. Murguita del sur - 05:03
15. Se viene - 03:40
16. Hociquito de ratón - 02:42
17. Diez mil - 04:18

## Músicos
- Gustavo Cordera: Voz
- Daniel Suárez: Coros
- Germán Sbarbati:Coros
- Juan Subirá: Teclados y voz
- Alberto Verenzuela: Guitarra y voz
- Oscar Righi: Guitarra
- Pepe Céspedes: Bajo
- Carlos Martín: Batería

## Certificaciones
| País | Certificación | Ventas   |
| --- | ------------- | -------- |
| Argentina (CAPIF) | 5× Platino    | 200 000x |
| Argentina (CAPIF) DVD | 6× Platino    | 48 000x  |
| *las cifras de ventas sobre la base de la certificación por sí sola ^cifras de envíos sobre la base de la certificación por sí sola xcifras no especificadas sobre base de la certificación por sí sola |               |          |